# تپه چمبلی بل
تپه چمبلی بل مربوط به دوره ساسانیان است و در شهرستان زنجان، بخش مرکزی، روستای قلی کندی واقع شده و این اثر در تاریخ ۱۴ مرداد ۱۳۸۲ با شمارهٔ ثبت ۹۴۶۸ به‌عنوان یکی از آثار ملی ایران به ثبت رسیده است.